# Caenocryptoides nigrifacies
Caenocryptoides nigrifacies är en stekelart som beskrevs av Jonathan 1999. Caenocryptoides nigrifacies ingår i släktet Caenocryptoides och familjen brokparasitsteklar. Inga underarter finns listade.